# Lợn hươu lông vàng
Lợn hươu lông vàng (danh pháp hai phần: Babyrousa bolabatuensis) là một loài động vật có vú trong họ Suidae, bộ Artiodactyla. Loài này được Hoojer mô tả năm 1950.